# Mallasamudram
Mallasamudram là một thị xã panchayat của quận Namakkal thuộc bang Tamil Nadu, Ấn Độ.

## Địa lý
Mallasamudram có vị trí 11°29′B 78°02′Đ / 11,48°B 78,03°Đ Nó có độ cao trung bình là 224 mét (734 feet).

## Nhân khẩu
Theo điều tra dân số năm 2001 của Ấn Độ, Mallasamudram có dân số 17.125 người. Phái nam chiếm 51% tổng số dân và phái nữ chiếm 49%. Mallasamudram có tỷ lệ 62% biết đọc biết viết, cao hơn tỷ lệ trung bình toàn quốc là 59,5%: tỷ lệ cho phái nam là 70%, và tỷ lệ cho phái nữ là 53%. Tại Mallasamudram, 10% dân số nhỏ hơn 6 tuổi.